# 과선
과선(戈船)은 고려 전기에 사용된 군선으로, 접전시 적이 배에 기어오르지 못하도록 뱃전에 단창이나 단검을 꽂아 만든 군선이다.

## 역사
과선은 고려 동북지방을 침범해오는 여진계 해적들을 방비하기 위해 만든 배로, 고려는 건국 후 북진정책을 내세우며 함경도와 평안도 등 북방을 개척하였는데, 이 과정에서 그곳에 살던 여진족과 마주치게 되어 자주 싸웠고, 여진족은 고려를 침범하여 해적질을 하기도 하였다. 고려에서는 이에 대처하기 위해 동북 방면에 도부서들을 설치하고 그곳에 과선을 배치하였다. 1019년 여진족에 납치되었다가 고려 수군에게 구출되어 일본에 송환된 일본 여인 내장석녀(內臟石女) 등이 고려 수군의 전투상황을 진술한 ＜소우기＞에서 "고려 군선의 선체는 높고 크며 무장이 많고, 배 안은 넓고 크다", "배 안은 넓고 크다."라고 한 것을 보면 꽤 큰 크기의 배였을 것으로 추정된다. 과선은 이후 고려 말기의 검선의 전신이 되었지만 검선의 경우 과선에 비해 크기가 작았다.